# Лессио, Лукас
Лу́кас Ле́ссио (англ. Lucas Lessio; род. 23 января 1993, Мэйпл, Канада) — канадский хоккеист, нападающий.

## Биография
Воспитанник хоккейной школы Торонто. С 2010 по 2013 год выступал за клуб «Ошава Дженералз» в хоккейной лиге Онтарио. На драфте НХЛ 2011 года был выбран клубом «Аризона Койотис». В сезоне 2013/14 дебютировал за клуб в НХЛ, где провёл 3 игры. Сезон 2015/16 начал в клубе АХЛ «Спрингфилд Фэлконс». 15 декабря 2015 года был обменян в «Монреаль» на Кристиана Томаса. Конец сезона провёл в АХЛ в клубе «Сент-Джонс АйсКэпс», иногда выступая за «Канадиенс» в НХЛ. В 2016 году подписал контракт с хорватским «Медвешчаком». 7 февраля 2017 года подписал контракт со шведским  клубом «Эребру».